# Красноярская детская железная дорога
Красноярская детская железная дорога — структурное подразделение Красноярской железной дороги, филиала ОАО «Российские железные дороги».
Первая детская железная дорога в России (1936 год), вторая — на территории бывшего СССР (после детской железной дороги в Тбилиси, построенной в 1935 г.) Единственная в России нетиповая детская железная дорога.
Расположена в Центральном парке города Красноярска. Открыта и сдана в эксплуатацию 1 августа 1936 года. Ширина колеи — 508 миллиметров (ранее — 305 миллиметров). Дорога однопутная; длительное время длина пути составляла 816 метров, после реконструкции в 2007 году длина составляет 1300 метров; дорога круговая.
До реконструкции имела две конечные станции — «Тупиковую», первоначально «Счастливое детство» и «Первомайская». Разворот локомотива — стрелочный (с 2006 года); поворотным кругом до 2007 года. Годовой пассажирооборот — от 30 до 40 тысяч (2007 год) человек, в основном — дети.
В ходе реконструкции две прежние станции были полностью разобраны, постройки на них были снесены. Были построены две новые станции: «Юбилейная» и «Мечта».
Детская железная дорога выполняет просветительскую и культурную функции: здесь ведут профессиональную подготовку школьников. Ежегодно на ДЖД трудилось около восьмидесяти юных красноярцев, с 2006 года — до ста двадцати. За 70 лет существования на детской железной дороге подготовлено семь тысяч выпускников. Сезон 2007 года отмечен в 70-летней истории детской магистрали интересным фактом: Алина Байдакова в начале сезона сдала на отлично экзамен, и все лето отработала машинистом локомотива. Женщины-машиниста на дороге не было с 1956 года.

## История

Паровоз С^{у}00-01.

Первый паровоз для детской железной дороги был собран учениками фабрично-заводского училища (ФЗУ) красноярского паровозовагоноремонтного завода. Это была действующая модель паровоза СУ с номером 01. Выполнена в 1/5 натуральной величины. Вес — 1,5 тонны. Колея — 305 мм. Самодельный паровоз исправно проработал на линии детской железной дороги с 1936 по 1961 год. Сейчас он стоит на пьедестале в Центральном парке Красноярска.
В 1961 году Красноярская детская железная дорога была реконструирована. Получила уникальную колею 508 миллиметров — за основу был взят рельсовый путь с шахт Кузбасса. Локомотив (мотовоз «Юность») был построен в Красноярске, на агрегатной базе автомобиля Москвич-401. Внешность его была стилизована под тепловоз ТУ3. Следующие мотовозы, «Мечта» и «Юбилейный», построены на базе Москвича-412, и были стилизованы под электропоезда ЭР9.
В 2007 году на смену старому тепловозу пришёл новый, собранный в вагонном депо Красноярской железной дороги. На этот раз при его создании был использован не только силовой агрегат, но и кузов автомобиля — импортной «Тойоты TownAce».
Малая Красноярская — единственная детская железная дорога в стране, где всё оборудование, включая вагоны, делается специально и эксклюзивно.
|                     |                     |                                          |                         |
| Станция «Юбилейная» | Мотовоз «Юбилейный» | Один из современных (2013 год) мотовозов | Красноярская ДЖД, видео |